# Aptinoderus
Aptinoderus é um gênero de carabídeo da tribo Brachinini, com distribuição restrita à África do Sul.

## Genêros
- Aptinoderus cyaneus (Motschulsky, 1864)
- Aptinoderus cyanipennis (Chaudoir, 1876)
- Aptinoderus funebris (Peringuey, 1899)
- Aptinoderus peringueyi (Csiki, 1933)
- Aptinoderus umvotianus (Peringuey, 1904)